# Richard Long (artysta)
Sir Richard Long (ur. 2 czerwca 1945 w Bristolu) – brytyjski artysta rzeźbiarz, malarz i fotograf, zajmujący się głównie „land artem”, czyli sztuką ziemi. Komandor Orderu Imperium Brytyjskiego (CBE).

## Życiorys
Studiował w Bristolu w West of England College of Art (1962–1965) oraz St. Martin's School of Art w Londynie. Już w czasie studiów zainteresował się sztuką ziemi. Do jego pierwszych, ważniejszych prac związanych z tym nurtem należy utworzenie w 1967 prostej linii poprzez chodzenie tam i z powrotem po trawie (A Line Made by Walking). W swojej późniejszej twórczości wielokrotnie wykorzystywał motyw drogi.
Jego pierwsza wystawa indywidualna odbyła się w Galerii Konrad Fischer w Düsseldorfie w 1968, a już w następnym roku zaprezentował się w Paryżu, Mediolanie i Nowym Jorku. Po 1969 zaczął tworzyć sztukę ziemi na całym świecie dokumentując swoje dzieła przy pomocy fotografii, map i opisów. Budował koła z kamieni i patyków, które zbierał podczas swojej podróży. W latach 80. zaczął tworzyć prace z błota odciskając swoje dłonie bezpośrednio na ścianie. W swoje prace Long często wplata wątki kulturowe.
Uczestniczył w wystawie documenta w Kassel w 1972 i 1982 oraz w weneckim Biennale w 1976 i 1980. W 1989 zdobył nagrodę Turnera.